# Orlando Suárez
Orlando Suárez Azofra (Las Palmas de Gran Canaria, 21 de noviembre de 1972) es un exfutbolista y entrenador. Jugaba como delantero.

## Trayectoria
Su carrera estuvo ligada prácticamente en su totalidad a la U. D. Las Palmas. Debutó en la segunda división contra el Figueras días antes de cumplir 17 años, convirtiéndose en el delantero referencia del equipo. En su carrera ayudó al equipo a subir desde la Segunda División B hasta la Primera División en el año 2000. Entre 1990 y 2003 sumó 389 partidos y  98 goles.
Posteriormente militó en el desaparecido Universidad de Las Palmas de Gran Canaria Club de Fútbol, hasta su retirada, en el que continuó como técnico.
Entrenó al equipo de categoría cadete del Real Sporting San José, de la capital grancanaria. En 2025 pasó a entrenar al Juvenil Interinsular del Huracán.

## Clubes
| Club                      | País   | Año       |
| ------------------------- | ------ | --------- |
| U. D. Las Palmas          | España | 1990-2003 |
| Universidad Las Palmas GC | España | 2003-2005 |